# Amastus simulator
Amastus simulator là một loài bướm đêm thuộc phân họ Arctiinae, họ Erebidae.